# Грб Ирске
Грб Републике Ирске је званични хералдички симбол државе Републике Ирске. Грб се описује хералдички azure a harp or, stringed argent - златна харфа са сребрним жицама на плавој позадини. Харфа је дуго хералдички амблем Републике Ирске.

### Ирска харфа
Харфа је позната као симбол Ирске још од 13. века, а први пут се појавила на англо-ирском кованом новцу 1536. током владавине Хенрија VIII. Некада се означава и као харфа Брајана Боруа, високог краља Ирске. Појављује се у трећој четвртини Краљевског Грба Уједињеног Краљевства, што симболизује стару претензију британске Круне на трон Ирске, у (оспореном) реду сукцесије од Брајана Боруа.
Харфа је изабрана као државни амблем по настанку Ирске Слободне Државе, и једно од најранијих представљања је на Великом печату Ирске Слободне Државе. Остала је државни амблем и пошто је усвојен Устав Ирске. Слика харфе налази се на кованом новцу Ирске, пасошима и званичним државним документима. Такође је и на званичним печатима највиших државних званичника.
Харфа на кованом новцу 1928. је базирана на харфама из Галвеја и харфи Тринити колеџа док је увелико промењена на кованом новцу 1939., као и садашњем Ирским евро новчићима који је базиран на њему.

### Харфа Брајана Боруа
Харфа Брајана Боруа, позната и као Харфа Тринити колеџа или једноставно Брајан Бору, је најстарија постојећа ирска харфа. Датира из касног 14. века и налази се стално изложена у Дугачкој соби библиотеке Тринити колеџа у Даблину. Харфа је добила име по Брајану Боруу, високом краљу Ирске, али с обзиром да је он умро око 400 година пре њеног настанка, није могла припадати њему.